# Colibrí diamant de Branicki
El colibrí diamant de Branicki (Heliodoxa branickii) és una espècie d'ocell de la família dels troquílids (Trochilidae) que habita boscos dels turons andins de l'est del Perú.